# Malta (województwo lubuskie)
Malta – wieś w Polsce położona w województwie lubuskim, w powiecie sulęcińskim, w gminie Krzeszyce.

## Historia
Wieś założona w latach 1774–1775 w ramach akcji. Według spisu Bratriga na początku XIX wieku miała 938 mórg ziemi, a zamieszkiwało ją 220 kolonistów.
W latach 1975–1998 miejscowość administracyjnie należała do województwa gorzowskiego.
We wsi pozostałości cmentarza ewangelickiego z resztkami nagrobków.